# Michel Bonnus (homme politique)
Pour les articles homonymes, voir Michel Bonnus et Bonnus.
Michel Bonnus, né le 14 avril 1965, est un joueur et entraîneur de rugby à XV puis homme politique français, membre du groupe Les Républicains (LR).
Le 27 septembre 2020, il est élu sénateur du Var.
Son grand-père et homonyme, Michel Bonnus, ainsi que son grand-oncle, Firmin Bonnus, sont tous les deux des joueurs internationaux français de rugby à XV et jouent au RC Toulon durant leur carrière.

## Biographie
Issu d'une famille toulonnaise pratiquant le rugby à XV, Michel Bonnus, son grand-père, et Firmin Bonnus, son grand-oncle, étant tous les deux des internationaux français et joueurs du Rugby club toulonnais, Michel Bonnus devient joueur professionnel du RC Toulon, puis entraineur. En parallèle, il a été restaurateur à Toulon.

## Parcours politique
En 2008, Hubert Falco est élu maire de Toulon pour la deuxième fois lors des élections municipales. Michel Bonnus est alors élu sur sa liste et nommé adjoint au maire chargé de la Jeunesse.
En 2011, Michel Bonnus est pour la première fois élu au Conseil départemental du Var où il représente le canton Toulon-2. En 2015, puis en 2021, il est réélu.
En 2014, à la suite des élections municipales, il est de nouveau élu sur la liste de Hubert Falco et nommé adjoint au maire chargé des Sports et des Espaces Verts.
En 2020, il est de nouveau élu aux côtés de Hubert Falco lors des élections municipales.
Lors des élections sénatoriales de 2020, Michel Bonnus mène dans le Var la liste «Ensemble pour un Var uni et solidaire», soutenue par Les Républicains (LR). Il est élu sénateur du Var le 21 septembre 2020 avec 52,48% des votes exprimés.
À la suite de son élection au Sénat, il quitte ses fonctions municipales en raison des règles liées au cumul des mandats.
Au Sénat, Michel Bonnus est membre de la Commission des affaires économiques et de la Commission d’enquête «sur l’impact du narcotrafic en France».
En 2020, lors de la crise du Covid, et à la demande du Premier ministre Jean Castex, il est chargé de transmettre au gouvernement des propositions pour le protocole de réouverture des bars et restaurants.

## Mandats
- Conseiller départemental du Var.
- Sénateur du Var.